# Armand

## Origine si semnificatie
Numele de băiat Armand este de origine germană și se traduce prin soldat, de la cuvintele  din germana veche hari – armată și man – om. Este înregistrată pentru prima dată în secolul al VIII-lea, sub formele Hariman, Heriman, Hairman, Herman.
Totuși, a fost foarte folosit în Franța, în perioada medievală, mai ales în zona Provence. În acea perioadă era folosit ca nume de familie, încă din anul 806. Prima atestare documentară apare în registrele bisericii din Saint-Bertain. Această familie a tot prosperat și a ajuns foarte puternică, căpătând și titluri nobiliare. A jucat un rol foarte important în viața politică, culturală, socială și economică a zonei. 
În România este considerat mai degrabă un nume exotic nefiind foarte folosit în onomastică, decât rar din a doua jumătate a secolului al XIX-lea.

## Variante ale numelui Armand
Herman – Olanda/ Slovenia/ Norvegia/Suedia/țările vorbitoare de limbă engleză, Herman, Hermanus, Harm, Mannes – Olanda, Hermanni – Finlanda, Hermann – Germania, Ármann – Islanda, Armando/ Ermanno – Italia, Armando – Portugalia/Spania

## Persoane celebre
Armand Assante (actor american), Armand Călinescu (prim-ministru al României), Armand Van Helden (muzician și DJ american)

## Ziua onomastica
Ziua onomastică a unei persoane este ziua în care persoana își celebrează numele, care frecvent corespunde cu numele unui sfânt care protejează persoana respectivă. Cu timpul această listă a fost completată cu nume care nu întotdeauna corespund unui sfânt.
| Armand | 26 octombrie |